# Barbus microterolepis
Barbus microterolepis är en fiskart som beskrevs av George Albert Boulenger 1902. Barbus microterolepis ingår i släktet Barbus och familjen karpfiskar. Inga underarter finns listade.
Arten förekommer i sjön Ziway Hāyk' i centrala Etiopien och i angränsande vattendrag.
Inget är känt angående populationens storlek och möjliga hot. IUCN kategoriserar arten globalt som otillräckligt studerad.